# Couvent des Dominicaines de Vienne
 (mai 2024).
Si vous disposez d'ouvrages ou d'articles de référence ou si vous connaissez des sites web de qualité traitant du thème abordé ici, merci de compléter l'article en donnant les références utiles à sa vérifiabilité et en les liant à la section « Notes et références ».
Le couvent des Dominicaines est un couvent catholique romain du quartier viennois de Hietzing. Le couvent a été fondé en 1870 par la princesse Friederike von Auersperg (1820-1902).

## Chapelle de Marie
La chapelle néo-gothique a été construite par Josef Schmalzhofer entre 1885 et 1886 selon les plans de Richard Jordan. Le bâtiment en briques apparentes avec une façade à deux tours et un puissant pignon triangulaire face à la Schlossberggasse fait plus penser à une église qu'à une chapelle. L'aménagement intérieur date de 1960 et a été réalisé par l'architecte Georg Lippert.

## Couvent, école, internat
Le bâtiment scolaire a été construit entre 1896 et 1904 sous la forme d'un bâtiment en briques apparentes de trois étages avec une extension à pignon central sur la Seuttergasse. Ce bâtiment a été agrandi pour inclure un internat entre 1964 et 1966 selon les plans de l'architecte Gustav Peichl. Cependant, l'internat est désormais fermé et les locaux sont utilisés pour les écoles et la garderie des Sœurs dominicaines. Le bâtiment d'origine a été agrandi avec des ajouts.

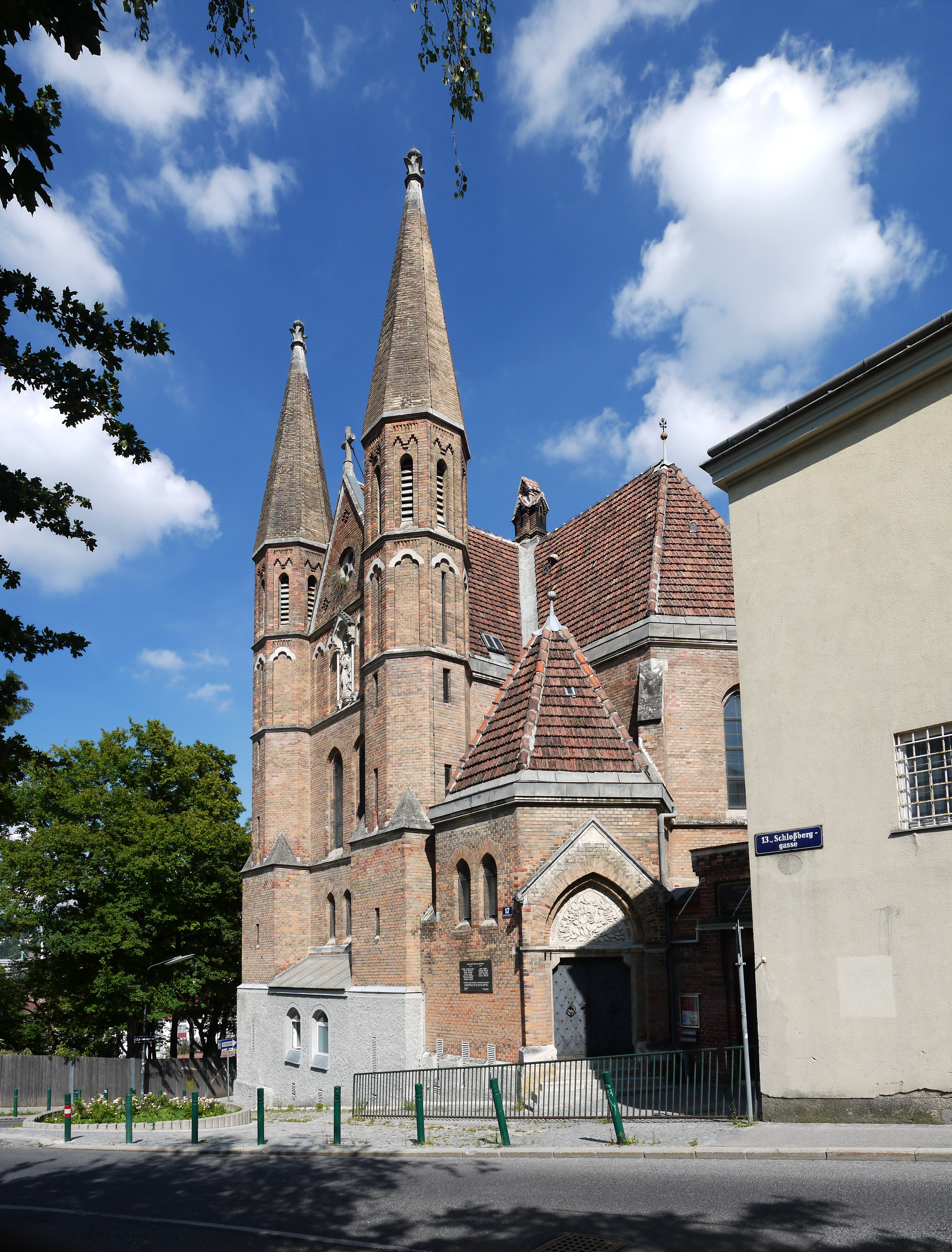
Chapelle dans la Schlossberggasse
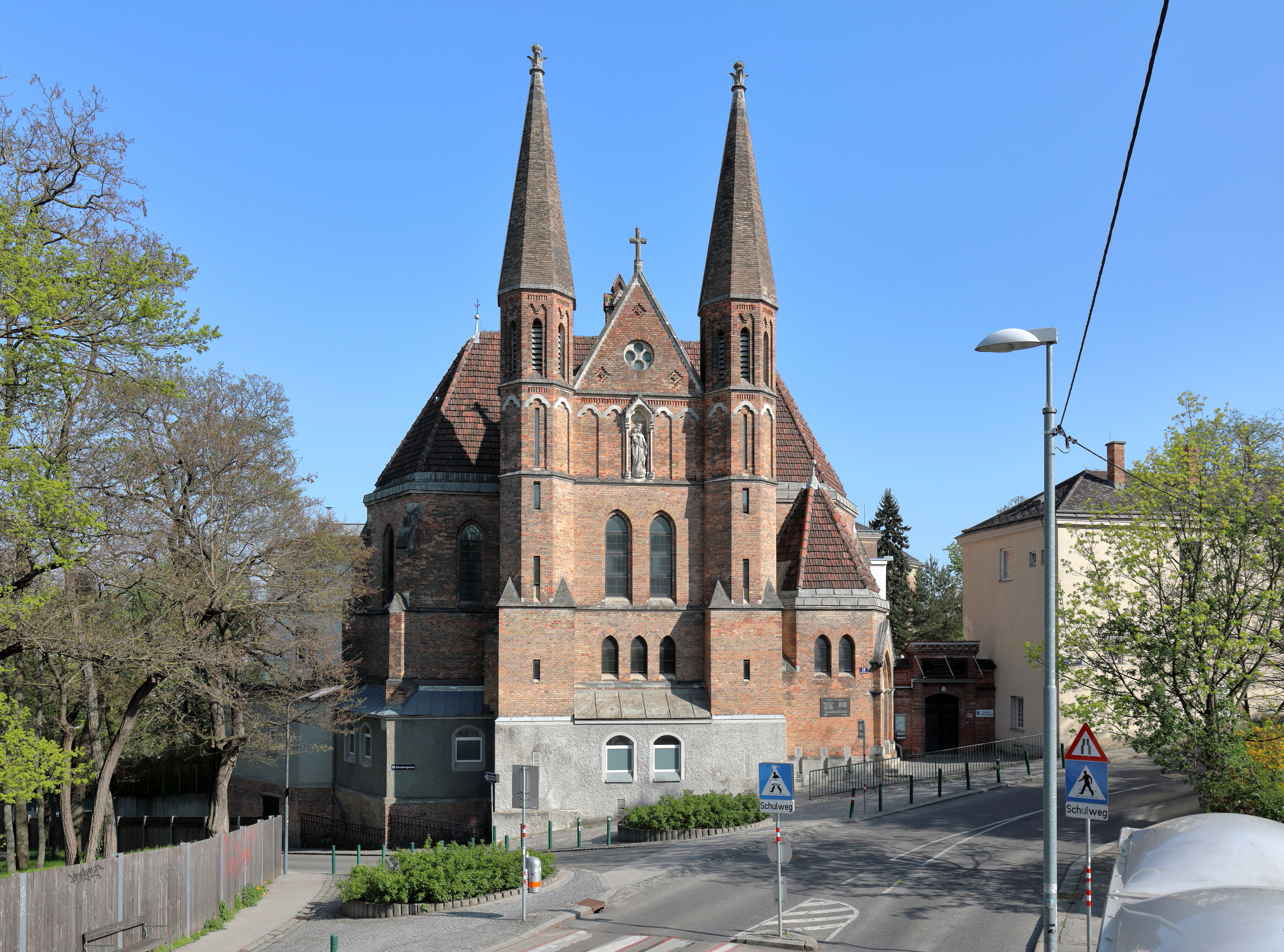
Façade à double tour de la « chapelle »